# Жилой дом (Пушкинская, 25а)
Жилой дом, где жил герой социалистического труда А.С. Аллилуев — историческое жилое здание во Владивостоке. Построено в 1947 году. Автор проекта — архитектор А.И. Порецков. Историческое здание по адресу Пушкинская улица, 25а сегодня является объектом культурного наследия Российской Федерации.

## История
Здание построено в 1947 году по проекту архитектора А.И. Порецкова. В 1952—1965 годах в нём проживал Герой Социалистического Труда, почётный гражданин Владивостока, активный участник гражданской войны в Приморье Алексей Степанович Аллилуев.  

## Архитектура
Здание каменное двухэтажное, асимметричное в плане, вытянуто в глубину участка. Парадный фасад, выходящий на улицу Пушкинскую, расчленён на две части. Левая выполнена в виде выступающего вперёд ризалита с трёхгранным эркером на втором этаже. Правая часть имеет над первым этажом глубокую террасу с ограждением металлическими решётками, украшенными декоративными вазами на пьедесталах. Стены дома покрыты декоративной штукатуркой и рустованы. На боковых фасадах межоконные простенки украшают скульптурные розетки.     